# Совет Регентства
Регентский Совет (пол. Rada Regencyjna) — правительство Польского Королевства в течение Первой мировой войны. Было образовано Германской Империей и Австро-Венгрией в сентябре 1917 года. Совет должен был оставаться в должности до тех пор, пока не будет назначен новый монарх или регент. 7-го октября 1918 года Регентский Совет объявил независимость Королевства Польского. В состав Совета по регентству вошли члены: Кардинал Александр Каковский, архиепископ Варшавский, князь Здзислав Любомирский, президент (мэр) Варшавы, и помещик Юзеф Островский, консервативный политик, бывший председатель Польского коло в Думе в Санкт-Петербурге. 14 ноября 1918 года вся власть перешла к Юзефу Пилсудскому — с 22 ноября 1918 года вновь назначенному Верховному главе государства.

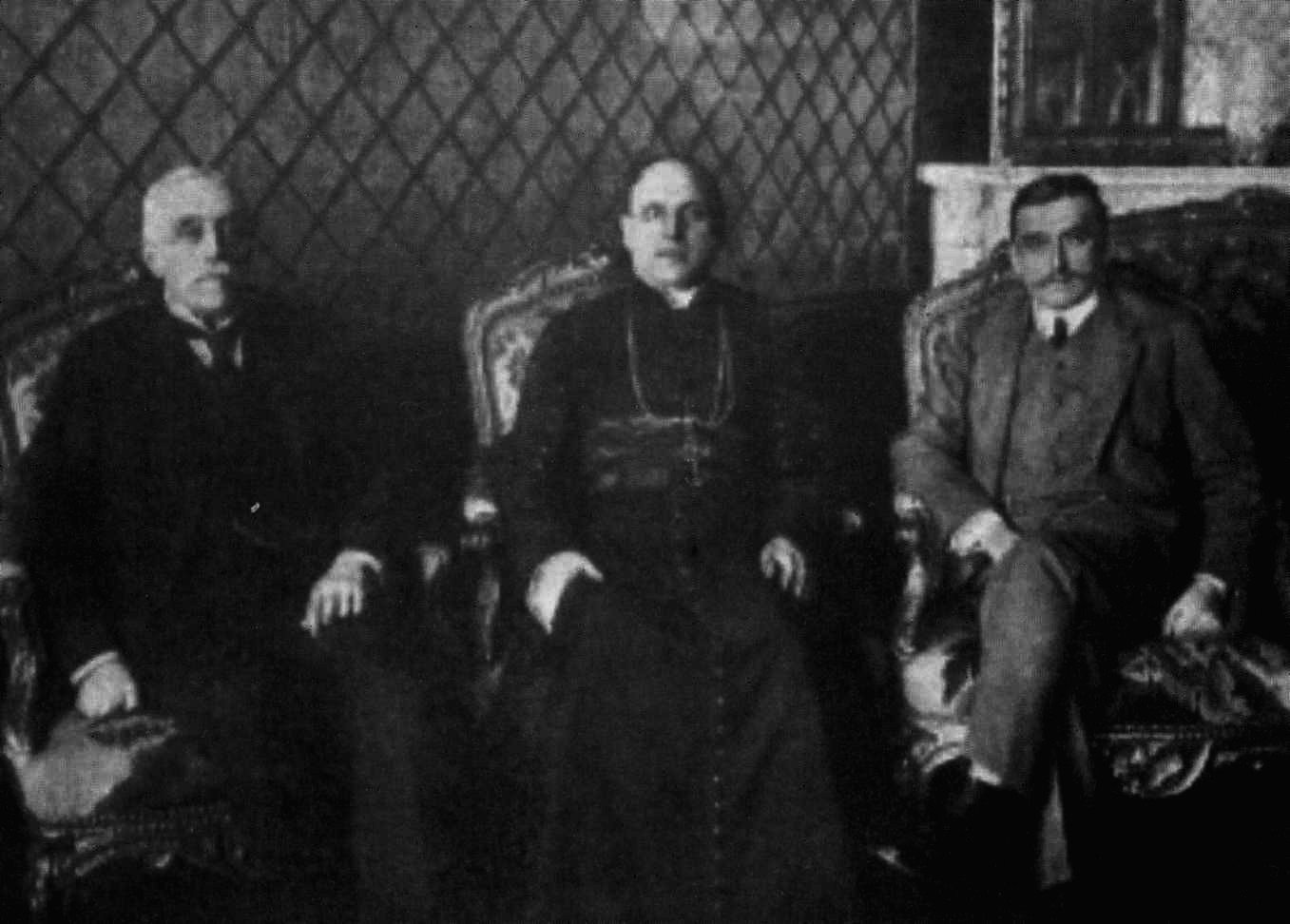
Совет Регентства: Островский, Каковский, Любомирский

### Первые Премьер-Министры Польши
- Ян Кухажевский (26 ноября 1917 — 27 февраля 1918)
- Антоний Пониковский (27 февраля 1918 — 3 апреля 1918)
- Ян Кантий Стечковский (4 апреля 1918 — 23 октября 1918)
- Юзеф Свежиньский (23 октября 1918 — 5 ноября 1918)
- Владислав Врублевский (5 ноября 1918 — 11 ноября 1918)